# Armeerundschau
Die von 1956 bis 1990 in der DDR erscheinende Zeitschrift Armeerundschau war ein Magazin des Deutschen Militärverlags, der sich später in Militärverlag der DDR umbenannte. Das etwa 80 bis 100 Seiten starke Heft (bis 1962 im A4-, dann im A5-Format) hatte eine Reichweite von 1,5 Millionen Lesern bei einer Auflage von bis zu 340.000 Exemplaren (die Startauflage hatte bei 11.000 Exemplaren gelegen), von denen jedoch nur fünf bis sechs Prozent von Armeeangehörigen gelesen wurden.
Die „ar“  war das Pendant zur „Volksarmee“, der mehr wehrpolitisch ausgerichteten Wochenzeitung des Ministeriums für Nationale Verteidigung. Sie sollte eher in unterhaltsamer Form den Armeealltag darstellen, zielte aber auch auf Jugendliche und Soldatenfrauen. Sie hatte u. a. eine Rubrik Bildkunst, in der Arbeiten bildender Künstler vorgestellt wurden, von denen dann Originalgrafiken in hoher Auflage angeboten wurden, z. B.
Die „ar“ war vor allem wegen der (allerdings bekleideten) Pin-Ups unter Soldaten beliebt. Im Juli 1990 erschien die letzte Ausgabe der Zeitschrift, die sich in den letzten Monaten der DDR im Untertitel in „Das internationale Militärmagazin“ umbenannt hatte.
Von 1963 bis 1965 war Manfred Berghold Chefredakteur, der dann als Chefredakteur zur Volksarmee ging. Langjähriger Chefredakteur war Oberst Karl-Heinz Freitag († 2013).